# Tình sử Jang Ok-jung
Jang Ok-jung, Living by Love (tiếng Hàn: 장옥정, 사랑에 살다; Romaja: Jang Ok-jeong, Sarang-e salda) là bộ phim truyền hình lịch sử của Hàn Quốc năm 2013 với sự tham gia của Kim Tae Hee, Yoo Ah In, Hong Soo Hyun và Jae Hee. Dựa trên cuốn tiểu thuyết năm 2008 của Choi Jung-mi, tái diễn lại cuộc đời của Jang Hui-bi, như là một phụ nữ thường dân tham gia tiến cung vào việc thiết kế thời trang và làm mỹ phẩm trong triều đại Joseon.
Phim Tình Sử Jang Ok Jung kể về In Hyun Kim Tae Hee. Sinh ra với thân phận một thường dân trong thời đại khắc nghiệt Chosun, nhưng với tài năng vượt trội về y phục và có mối tình định mệnh với bậc chí tôn của Chosun - Yoo Ah In, Jang Ok Jung đã thoát khỏi cuộc sống thường dân và bắt đầu trở thành kẻ chủ mưu của biết bao sóng gió. Bản tình ca Chosun được thêu dệt từ đây!
Tình sử Jang Ok Jung là bộ phim đầu tiên xây dựng hình ảnh Jang Ok Jung khác so với tất cả những phiên bản trước đó từng khai thác nhân vật người phụ nữ mà những hành động của bà đã gây tác động không nhỏ cho cả một triều đại trong lịch sử đại Hàn dân quốc này. 
Phim được phát sóng trên SBS từ ngày 8 tháng 4 đến ngày 25 tháng 6 năm 2013, vào thứ Hai và thứ Ba vào lúc 21:55 tổng cộng 24 tập.

## Diễn viên

### Chính
- Kim Tae-hee vai Jang Ok-jung, Hy tần Trương thị
  - Kang Min-ah vai Jang Ok-jung hồi trẻ
- Yoo Ah-in vai Lee Soon, sau đó là vua Triều Tiên Túc Tông
  - Chae Sang-woo vai Lee Soon hồi trẻ
- Hong Soo-hyun vai Nhân Hiển Vương hậu Mẫn thị
- Jae Hee vai Hyun Chi-soo
  - Baek Seung-hwan vai Hyun Chi-soo hồi trẻ
- Lee Sang-yeob vai Lee Hoon, sau này là Hoàng tử Dongpyeong
  - Kwak Dong-yeon vai Lee Hoon hồi trẻ
- Han Seung-yeon vai Choi Dong Yi, sau đó là Thục tần Thôi thị[4]

### Phụ
- Sung Dong Il vai Jang Hyun
- Lee Hyo-jung - Min Yoo-joong
- Kim Seo-ra vai Doãn thị, mẹ của Ok-jung
- Go Young-bin vai Jang Hee-jae
  - Lee Ji-oh vai trẻ Jang Hee-jae
- Jeon In-taek vai Triều Tiên Hiển Tông
- Kim Sun-kyung vai Minh Thánh Vương hậu (mẫu thân của Túc Tông)
- Lee Hyo-chun vai Nhân Liệt Vương hậu (tằng tổ mẫu của Túc Tông)
- Ah Young vai công chúa Myeongan
- Lee Dong-shin vai Kim Man-ki
- Kim Ha-eun vai Nhân Kính Vương hậu Kim thị
- Yoon Yoo-sun vai Khương phu nhân
- Jang Young-nam vai Cheon Thượng cung
- Ji Yoo vai Ja-kyeong
  - Kim Min-ha vai trẻ Ja-kyeong
- Choi Sang-hoon vai Jo Sa-seok
- Ra Mi-ran vai Vợ của Jo Sa-seok
- Lee Hyung-chul vai Hoàng tử Boksun
- Bae Jin-seob vai Hyun-moo
- Lee Gun-joo vai Yang nội quan
- Kim Ga-eun vai Hyang-yi
  - Song Hyo-Hyun vai trẻ Hyang-yi
- Lee Hyo-rim vai Seol-hyang
- Kim Se-in vai Jung Hon-ja, người phụ nữ làng phía bắc
- Kim Nan-joo vai Choi thượng cung
- Min Ji-ah vai Hong-joo
- Yoo Sa-ra vai Sol-bi
- Lee Ja-min vai Yeon-hong
- Kim Soon-tae vai Ui-kwan
- Lee Sa-rang vai Shaman Oh-rye
- Hà Shi-eun vai Shi-young
- Người giúp việc nhà Jang Young-joo vai
- Choi Ye-ji vai người cận tử

## Sản xuất
Được biên kịch bởi Choi Jung-mi, dựa trên cuốn tiểu thuyết năm 2008 Jang Hui-bin, Living by Love. Thực hiện bởi đạo diễn Boo Sung-chul, người từng làm các phim của như Bạn gái tôi là Hồ ly (2010) và Star's Lover (2009).